# Manuel Antônio Airosa
Manuel Antônio Airosa, primeiro e único barão de Sapucaia (? — ?, 23 de maio de 1883) foi um nobre brasileiro. 
Agraciado barão em 24 de março de 1876, era comendador da Imperial Ordem de Cristo e oficial da Imperial Ordem da Rosa.